# 白山村 (愛知県)
白山村（はくさんむら）は、愛知県愛知郡にかつてあった村。
現在の日進市の東部（米野木町・本郷町・藤枝町・藤島町など）に該当する。
村名は、本郷村の白山社（現在の白山宮）から命名された。

## 歴史
- 1871年（明治4年）- 藤枝村が藤枝村と蟹甲新田[2]に分立する。
- 1875年（明治8年）- 米ノ木村が米野木村と三本木村に分立する。
- 1889年（明治22年）10月1日 - 米野木村、三本木村、藤島村、本郷村、藤枝村が合併し、白山村が発足。
- 1906年（明治39年）5月10日 - 岩崎村、香久山村と合併し、日進村発足。同日白山村は廃止。